# Dorstenia caatingae
Dorstenia caatingae är en mullbärsväxtart som beskrevs av R.M.Castro. Dorstenia caatingae ingår i släktet Dorstenia och familjen mullbärsväxter. Inga underarter finns listade i Catalogue of Life.